# Calañas (kommunhuvudort)
Calañas är en kommunhuvudort i Spanien.   Den ligger i provinsen Provincia de Huelva och regionen Andalusien, i den sydvästra delen av landet, 400 km sydväst om huvudstaden Madrid. Calañas ligger 297 meter över havet och antalet invånare är 4 506.
Terrängen runt Calañas är platt åt nordväst, men åt sydost är den kuperad. Calañas ligger uppe på en höjd. Runt Calañas är det glesbefolkat, med 16 invånare per kvadratkilometer. Närmaste större samhälle är Valverde del Camino, 14,2 km sydost om Calañas. Omgivningarna runt Calañas är huvudsakligen savann.